# Omosessualità e Chiesa ortodossa
La Chiesa ortodossa ritiene che la sessualità in generale sia parte del mondo materiale. La valutazione etica dell'omosessualità e degli atti sessuali tra persone dello stesso sesso è, generalmente, di condanna.

## Teologia
Nella teologia ortodossa sia il monachesimo che il matrimonio sono vie per la Salvezza ("sotirìa" in greco). Il celibato è la via appropriata ai monaci, mentre il matrimonio è benedetto sotto la garanzia del vero Amore ("L'uomo deve amare sua moglie come Gesù ha amato la sua Chiesa": questa frase fa parte del rituale del matrimonio Ortodosso). Tale garanzia può essere interpretata come non appartenente esclusivamente alla realtà eterosessuale.
Tuttavia, nonostante la posizione della Chiesa ortodossa sia quella di astenersi da dichiarazioni assolutistiche rispetto a qualsiasi peccato, al suo interno ci sono molti, sia fra i laici che nel clero, che considerano l'omosessualità un grave peccato, e che usano per definire gli omosessuali il termine peggiorativo greco "αρσενοκοίτες" ("arsenokοítes") ("maschi che giacciono con maschi"), derivato da San Paolo.
Alcuni esponenti di questa chiesa hanno quindi assunto un ruolo attivo nel condannare i comportamenti delle minoranze sessuali.

## In Europa
Il 6 marzo 2022, durante il sermone per la Domenica del Perdono nella Cattedrale di Cristo Salvatore di Mosca, il patriarca Cirillo ha parlato in termini giustificazionisti della guerra in Ucraina adducendo come motivazione il rifiuto dei valori occidentali, in particolare la legittimazione dell’omosessualità. Per Cirillo "oggi esiste un test per la lealtà a questo governo, una specie di passaggio a quel mondo 'felice', il mondo del consumo eccessivo, il mondo della 'libertà' visibile. Sapete cos'è questo test? È molto semplice e allo stesso tempo terribile: è una parata gay". E ancora:  "Se l'umanità riconosce che il peccato non è una violazione della legge di Dio - ha osservato -, se l'umanità concorda sul fatto che il peccato è una delle opzioni per il comportamento umano, allora la civiltà umana finirà lì". Secondo Cirillo, "ciò che sta accadendo oggi nell'ambito delle relazioni internazionali, quindi, non ha solo un significato politico. Stiamo parlando di qualcosa di diverso e molto più importante della politica. Si tratta della salvezza umana, di dove andrà a finire l'umanità".

## Negli USA
La Chiesa ortodossa in America ha offerto la seguente indicazione nel suo decimo concilio panamericano (1992): “uomini e donne con sentimenti ed emozioni omosessuali vanno trattati con la comprensione, accettazione, amore giustizia e pietà dovute a tutti gli esseri umani... Persone che stiano lottando contro l'omosessualità e che accettino la fede ortodossa e si sforzino di rispettare lo stile di vita ortodosso possono essere in comunione con chiunque altro crede e lotta all'interno della Chiesa.
Ci sono stati e continuano ad esistere un gran numero di gruppi di sostegno a favore dell'omosessualità all'interno della Chiesa, specificamente per la comunità gay e lesbica. Un gruppo di questo tipo è Axios. In alcuni casi, membri simpatizzanti del clero hanno celebrato un rito di unione per coppie dello stesso sesso.
Similarmente, esiste anche una speciale cerimonia dove una persona transgender riceve una speciale benedizione come mezzo per dare riconoscimento del proprio cambio di sesso, per quanto questa cerimonia non sia sancita dalla gerarchia della Chiesa né presente nei libri di rito.
Inoltre, è circolata una versione della leggenda di sant'Onofrio, in cui si narra che il pio eremita originariamente fosse stato una virtuosa fanciulla: per preservare la propria verginità e per evitare un ossessivo pretendente, pregò Dio di trasformarla in un uomo. Dio esaudì il suo desiderio e la cambiò. Gli attivisti LGBT interpretano questo racconto come una sanzione divina del ricercare la vita omosessuale o transgender, anche se si tratta di una minoranza. 
Coloro che nella Chiesa che sostengono vedute più tradizionali per quanto riguarda questo stile di vita, ritengono il racconto di Sant'Onufrio come eccezionale e in nessun caso un'affermazione che Dio sia a favore del moderno movimento per il riconoscimento della vita e del comportamento omosessuale o transgender.
Così, per quanto esistano questi esempi isolati, nessuna di queste benedizioni per la vita transessuale o l'omosessualità sono prassi ufficiale della chiesa ortodossa. Le affermazioni ufficiali della Chiesa Ortodossa provenienti dalla gerarchia ecclesiastica continuano ad essere conformi con la posizione tradizionale, secondo la quale il comportamento omosessuale è peccaminoso e per questo dannoso per la persona umana, e che la tentazione omosessuale è un soggetto per la lotta ascetica.

## Movimenti di gay ortodossi
L'attivismo LGBT all'interno delle chiese ortodosse è stato meno diffuso di quello all'interno della Chiesa cattolica e di molte denominazioni protestanti. Ciononostante, già nel 1980 fu fondato a Los Angeles il gruppo Axios allo scopo di difendere i diritti delle minoranze sessuali all'interno della Chiesa ortodossa: da questo gruppo sono poi nati diversi gruppi affiliati negli USA, in Canada, e in Australia.